# Všemina
Všemina (deutsch Wschemin) ist eine Gemeinde in Tschechien. Sie liegt sieben Kilometer nördlich von Vizovice und gehört zum Okres Zlín.

## Geographie
Všemina erstreckt sich am Übergang zwischen dem Wisowitzer Bergland und den Hosteiner Bergen im Tal der Všeminka und eines linken Zuflusses. Nördlich erhebt sich die Sobolice (516 m), im Nordosten die Kopřivná (625 m) und der Na Dílech (635 m), östlich der Na Strážích (595 m) und Syrákov (561 m), im Südosten die Vrchy (486 m) sowie westlich der Miluchov (506 m). Gegen Norden liegt der Stausee Všemina.
Nachbarorte sind U Chlévů, Papradná im Norden, Geržičky, Kopřivné, Na Hranicí und Liptál im Nordosten, Spalíky und V Lůžku im Osten, V Jámách, Trávníky, Závrší und Jasenná im Südosten, Oškerovy Paseky, Výpusta, Lutonina, Chrastěšov und U Matyjáků im Süden, Dešná und Nové Dvory im Südwesten, Hrobice im Westen sowie Trnava im Nordwesten.

## Geschichte
Die erste schriftliche Erwähnung von Swemina erfolgte 1373 in der Olmützer Landtafel, als die Brüder Ondřej, Vojtěch und Vlk von Šarov das Dorf zusammen mit Slušovice, Dešná und Neubuz an Jeschek von Sternberg auf Lukov verkauften. Im Jahre 1446 wurde das Dorf als Wssemina bezeichnet. Ab 1512 wechselten sich mehrere Besitzer ab, darunter die Herren von Kunstadt und später die Nekesch von Landek. Ab 1607 gehörte die Herrschaft Lukrezia von Witschkow, geborene Nekesch von Landek, und ab 1610 deren zweitem Ehemann Albrecht von Waldstein. Dieser trat Lukov 1625 an den Kaiser ab, der die Herrschaft an Stephan Schmidt von Freihofen übergab. Von ihm erwarben 1628 die Minkwitz von Minkwitzburg die inzwischen stark verschuldete Herrschaft. Aus dem Jahre 1644 stammt die erste Erwähnung eines Vogtes in Wssemina. 1710 kauften die Herren von Rottal Lukov mit allem Zubehör. Johann von Rottal veräußerte die Güter 1724 an Johann Friedrich Graf von Seilern-Aspang, dessen Nachkommen den Besitz bis 1945 hielten. Im Zuge dieses Kaufes sind für Wssemina 32 Anwesen, darunter elf Podsedeken genannt. Als letzter Besitzer des Vogteigutes ist Jan Chmelařský nachweisbar, danach fiel das Gut wüst und wurde von der Herrschaft als Helenowgut bewirtschaftet. Später wurde es zu einem herrschaftlichen Hof erweitert. Das älteste Ortssiegel stammt von 1728 und trägt in Inschrift PECET DEDINI FOSEMINI ANO M728. Unter Christian August Graf von Seilern und Aspang erfuhr Všemina eine große Förderung. Er ließ im Jahre 1778 eine Lokalie einrichten, zu der noch Dešná zugepfarrt wurde. Ab 1780 erfolgte der Bau der Kirche und des Pfarrhauses. 1789 verkaufte die Herrschaft den Hof an die Brüder Georg und Christian Seidl. Die Grundbücher werden seit 1817 geführt. Zu Beginn des 19. Jahrhunderts stritt sich die Gemeinde mit Neubuz um den Wald Títěž. Da Všemina seine Ansprüche nicht glaubwürdig untermauern konnte, wurde der Wald 1835 vom Gericht des Hradischer Kreises Neubuz zugesprochen. Bis zur Mitte des 19. Jahrhunderts blieb das Dorf immer nach Lukov untertänig.
Nach der Aufhebung der Patrimonialherrschaften bildete Všemina / Wschemin ab 1850 eine Gemeinde in der Bezirkshauptmannschaft Uherský Brod. Ab 1855 gehörte die Gemeinde zum Bezirk Vizovice und ab 1868 zum Bezirk Holešov. Die Schule wurde in den Jahren 1889–1890 errichtet. Eingeschult waren neben den Kindern aus Všemina auch die aus Dešná. Zu Beginn des 20. Jahrhunderts wurden die Läufe einiger Wildbäche reguliert. 1930 erfolgte die Regulierung der Dřevnice und ihrer Zuflüsse, darunter auch der Všeminka. 1931 kaufte die Gemeinde mit Hilfe eines Darlehens aus der Vorschusskasse Fryšták für 80.000 Kronen 53 Hektar Wald vom Besitzer des Gutes Lukov, Josef Seilern-Aspang. 1935 wurde Všemina dem Bezirk Zlín zugeordnet. Die Freiwillige Feuerwehr gründete sich 1936. 1940 wurde die Autobusverbindung Slušovice – Vsetín aufgenommen. Ab 1949 gehörte Všemina zum Okres Gottwaldov-okolí und ab 1960 wieder zum Okres Gottwaldov, der nach der politischen Wende von 1989 seit 1990 wieder den Namen Okres Zlín trägt. Zwischen 1976 und 1990 war Všemina nach Slušovice eingemeindet. Seit 2000 führt die Gemeinde ein Wappen und Banner; es zeigt im oberen Teil in rotem Feld die gekreuzten Schwerter aus dem Wappen der Grafen Seilern, und darunter Symbole des Ortspatrons Johannes von Nepomuk.

## Ortsgliederung
Für die Gemeinde Všemina sind keine Ortsteile ausgewiesen. Zu Všemina gehört die Ansiedlung V Jámách.

## Sehenswürdigkeiten

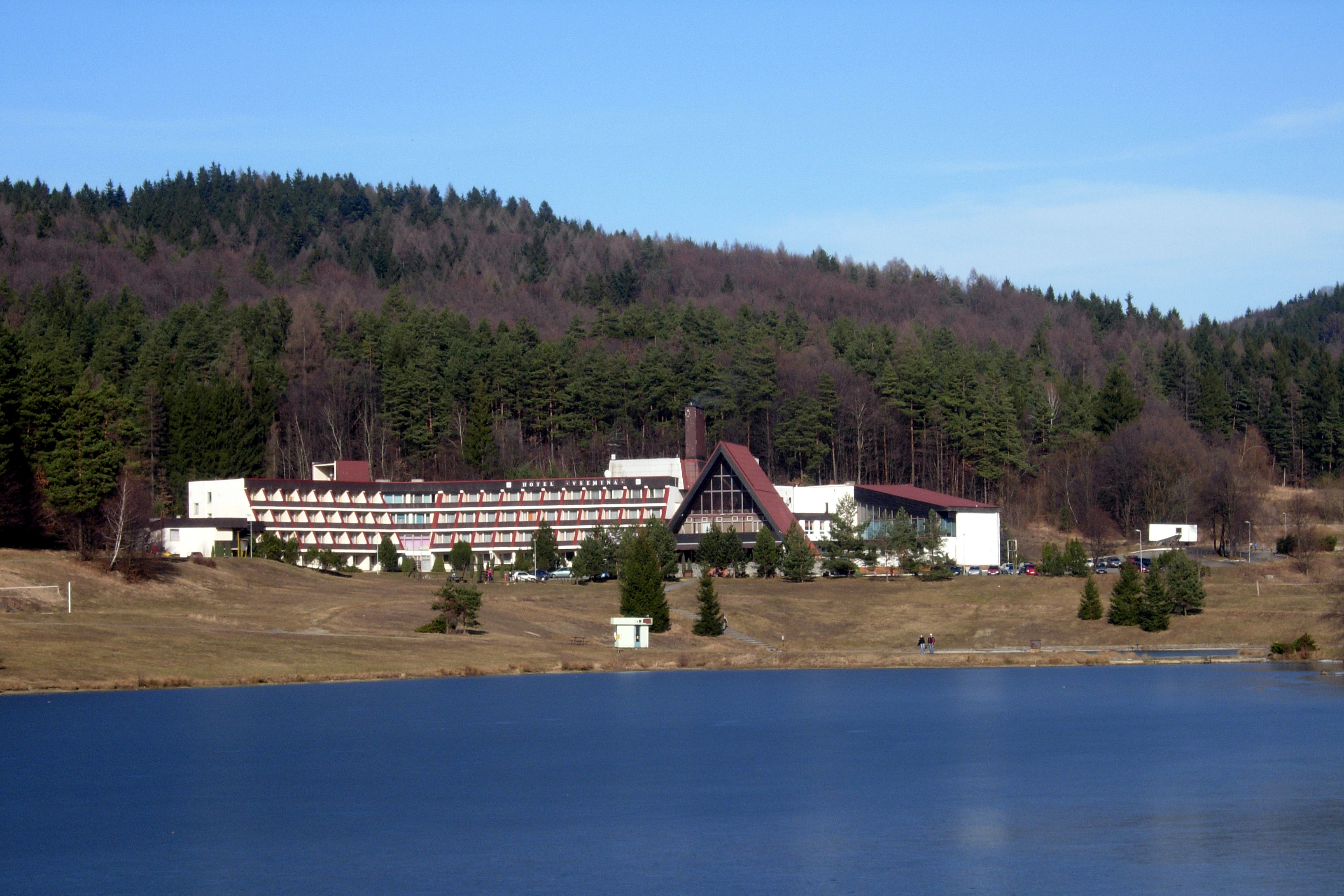
Blick über den Stausee zum Hotel Všemina

- Barocke Pfarrkirche des hl. Johannes von Nepomuk, erbaut 1780–1784
- Stausee Všemina, Erholungsgebiet im Tal der Všeminka, nördlich des Dorfes